# Massive Entertainment

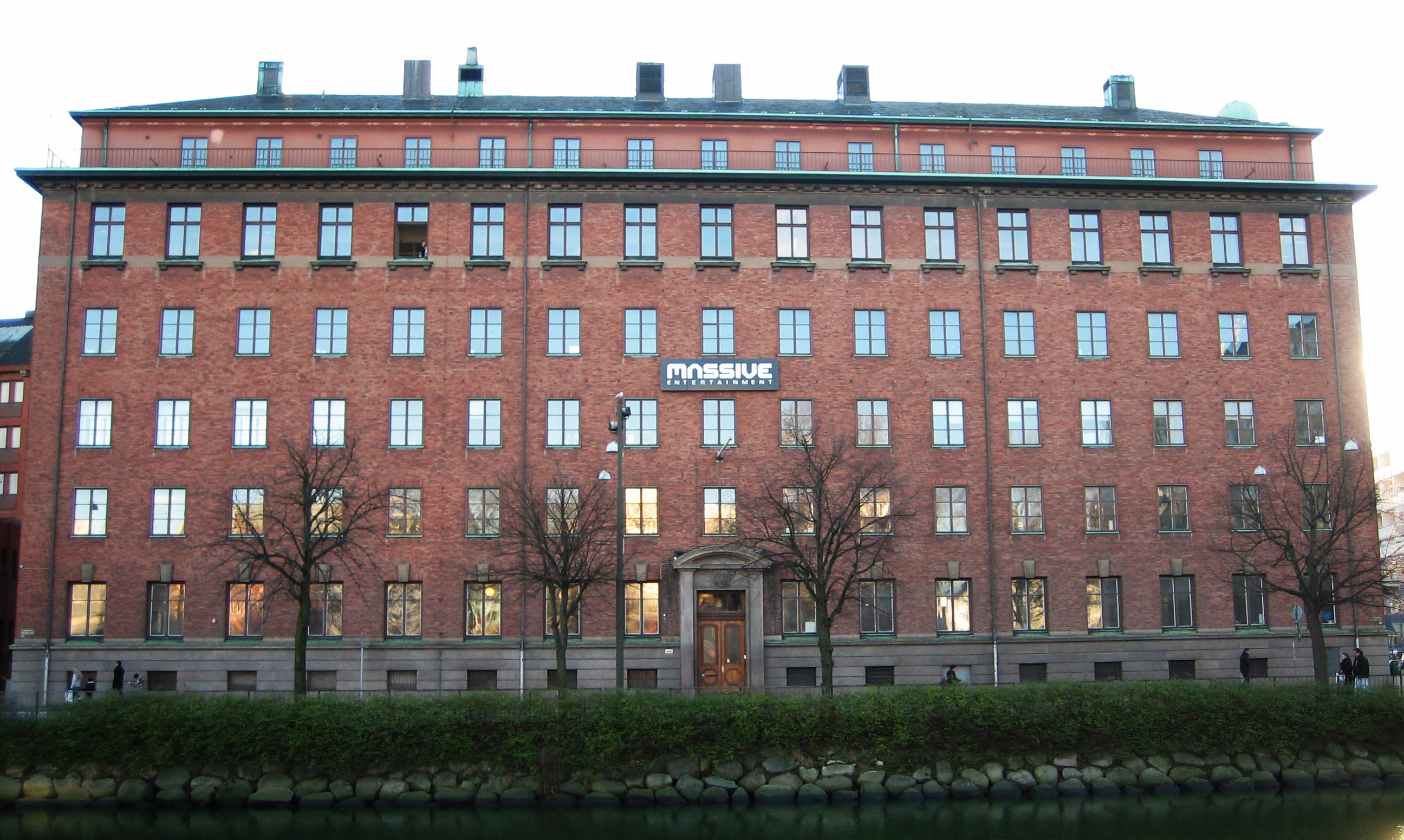
Studio von Massive Entertainment in Malmö

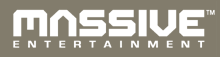
Ehemaliges Logo von Massive Entertainment

Massive Entertainment AB ist ein schwedisches Entwicklerstudio für Computerspiele. Es wurde 1997 gegründet und hat seinen Sitz in Malmö. Das Studio gehörte bis zum 10. November 2008 zu Sierra Entertainment (gehört zu Activision Blizzard, ehemals Vivendi Games) und wurde anschließend vom französischen Publisher und Spieleentwickler Ubisoft aufgekauft. Neben dem Personal erwarb Ubisoft auch die Rechte an der World in Conflict-Reihe.

## Spiele
| Jahr             | Titel                               | Plattform                                     |
| ---------------- | ----------------------------------- | --------------------------------------------- |
| 2000             | Ground Control                      | Windows                                       |
| 2000             | Ground Control: Dark Conspiracy     | Windows                                       |
| 2004             | Ground Control II: Operation Exodus | Windows                                       |
| 2007             | World in Conflict                   | Windows                                       |
| 2009             | World in Conflict: Soviet Assault   | Windows                                       |
| 2012             | Far Cry 3                           | Windows, PlayStation 3, Xbox 360              |
| 2016             | Tom Clancy’s The Division           | Windows, Xbox One, PlayStation 4              |
| 2019             | Tom Clancy’s The Division 2         | Windows, Xbox One, PlayStation 4              |
| 2023             | Avatar: Frontiers of Pandora        | Windows, PlayStation 5, Xbox Series X/S, Luna |
| 2024             | Star Wars Outlaws                   | Windows, PlayStation 5, Xbox Series X/S       |
| Unveröffentlicht | 9 Worlds                            | Xbox, PlayStation 2                           |